# Томас Савойски-Генуезки
Томас Албърт Виктор Савойски-Генуезки (на италиански: Tommaso Alberto Vittorio di Savoia-Genova; * 6 февруари 1854, Торино, Кралство Италия; † 15 април 1931, пак там) е принц от Савойската династия (кадетски клон Савоя-Генуа), 2-ри херцог на Генуа (1855 – 1931), адмирал, генерален наместник на Кралство Италия (1915 – 1919), сенатор на Кралство Италия (1876 – 1931).

## Произход
Той е син на принц Фердинанд Савойски (* 1822, † 1855), 1-ви херцог на Генуа, и на съпругата му принцеса Елизабет Саксонска (* 1830, † 1912). Негови дядо и баба по бащина линия са Карл Алберт Савойски-Каринян,  крал на Сардиния, и ерцхерцогиня Мария Тереза Австрийска-Тосканска, а по майчина – крал Йохан Саксонски и баварската принцеса Амалия-Августа Баварска. Има една сестра: 
- Маргарита (* 1851 † 1926), кралица на Италия като съпруга на Умберто I

## Биография

### Ранни години
След като губи баща си, когато е само на годинка, и го наследява в титлата „херцог на Генуа“, Томас е поставен под опеката на чичо си Виктор Емануил II, който следва образованието му, като го изпраща да учи в училището Хароу в Лондон.

### Кариера във флота
Отдаден на спортния живот, Томас е предопределен за кариера в Кралския флот и посещава военноморското училище в Генуа.
През 1873 г. той посещава Япония в чин „гардемарин“. От 31 март 1879 г. до 20 септември 1881 г. с ранг „капитан на фрегата“ завършва околосветско пътешествие, командвайки корветата „Ветор Пизани“, италиански военен кораб в третата си океанска кампания; по време на прехода е произведен в чин капитан. Става адмирал през 1901 г.

### Брак
На 15 април 1883 г. се жени за Изабела Баварска в двореца Нимфенбург в Мюнхен. През 1888 г. става кавалер на Ордена на Златното руно.

### Наместник на Кралство Италия
На 25 май 1915 г., при влизането на Италия в Първата световна война, Виктор Емануил III решава да се премести от Рим на фронта, поверявайки част от своите кралски функции на Томас, като го назначава за генерален наместник на кралството. Позицията обаче е почти изключително почетна и не включва ефективно упражняване на власт от херцога на Генуа. В този период обаче кралските укази се наричат „наместнически укази“ и носят вместо подписа на краля този на принц Томас. Томас също е призован да се справи директно с извънредната ситуация, причинена в Централна Италия от земетресението в Авецано, което се случва няколко месеца преди неговото назначение, на 13 януари 1915 г.

### Последни години и смърт
77-годишният Томас умира в Торино през 1931 г. Погребан е в кралската крипта на базиликата Суперга.

## Брак и потомство
∞ 14 април 1885 г. в Нимфенбург за принцеса Изабела Баварска (* 31 август 1863, Нимфенбург; † 26 февруари 1924, Рим), внучка на баварския крал Лудвиг I и дъщеря на принц Адалберт Баварски и на Амалия дел Пилар Бурбонска, инфанта на Испания, от която има четири сина и две дъщери:
- Фердинанд Хумберт Филип Адалберт Савойски-Генуезки (* 21 април 1884, Торино; † 24 юни 1963, Бордигера), 3-ти херцог на Генуа, адмирал, жени се в Торино на 28 февруари 1938 г. за Мария Луиза Алиага Гандолфи (* 22 октомври 1899; † 19 юли 1986), нямат деца;
- Филиберт Лудвиг Максимилиан Емануил Мария Савойски-Генуезки (* 10 март 1895, Торино; † 7 септември 1990, Лозана), 4-ти херцог на Генуа, генерал-майор, жени се в Торино на 30 април 1928 г. за принцеса Лидия фон Аренберг (* 1 април 1905; † 23 юли 1977), нямат деца;
- Мария Бона Маргарита Албертина Савойска-Генуезка (* 1 август 1896, Алие; † 2 февруари 1971, Рим), принцеса и скулпторка, омъжва се на 8 януари 1921 г. за принц Конрад Баварски (* 22 ноември 1883; † 6 септември 1969), син на Леополд Баварски и на ерцхерцогиня Гизела Австрийска, имат две деца;
- Адалберт Луитполд Елена Йосиф Мария Савойски-Генуезки (* 19 март 1898, Торино; † 12 декември 1982, Торино), херцог на Бергамо (22 септември 1904), генерал-майор, неомъжен и бездетен;
- Мария Аделаида Виктория Амелия Савойска-Генуезка (* 25 април 1904, Торино; † 8 февруари 1979, Рим), принцеса, омъжва се в Сан Росоре до Пиза на 15 юли 1935 г. за дон Леоне Масимо – принц на Арсоли, херцог на Антиколи Корадо (* 25 януари 1896; † 4 май 1979) мат шест деца;
- Евгений Алфонс Карл Мария Йосиф Савойски-Генуезки (* 13 март 1906, Торино; † 8 декември 1996, Сао Пауло), херцог на Анкона (31 юни 1906), 5-и херцог на Генуа, адмирал, жени се в двореца в Нимфенбург на 29 октомври 1938 г. за принцеса Лучия Бурбонска-Двете Сицилии (* 9 юли 1908, Нимфенбург; † 3 ноември 2001, Сао Пауло), имат една дъщеря.